# Harry Potter en de Halfbloed Prins (computerspel)
Harry Potter en de Halfbloed Prins is een videospel gebaseerd op de zesde film van Harry Potter.
Op 8 september 2008 kondigde EA Games aan het uitbrengen van het spel uit te stellen tot 17 juli 2009 en het wereldwijd op de markt te brengen samen met de film. Uiteindelijk gebeurde dat nog enkele weken vroeger, namelijk op 2 juli 2009.

## Features
Dit zijn de mogelijkheden die tot dusver zijn bevestigd:
- Duelleren
- Toverdranken Brouwen
- Zwerkbal
- Vrij door Zweinstein lopen
- Nachtmissies (alleen op bepaalde momenten in het spelverloop)
- Rons liefdesleven (alleen op een bepaald moment in het spel, en beperkt)
- Onder invloed van Felix Fortunatis zijn (alleen op bepaalde momenten in het spelverloop)
- Met Loena Leeflang rondlopen die allerlei opmerkingen maakt, o.a. over Nurgels (alleen op bepaalde momenten in het spelverloop)
- Multiplayer (niet bij alle platforms)

## Gameplay
Het spel is speelbaar met de Wii-afstandsbediening en de PlayStation 3 SIXAXIS/DualShock 3 Controller, net zoals dat in Harry Potter en de Orde van de Feniks mogelijk is. Maar in tegenstelling tot het vorige spel kunnen de spelers nu ook gebruikmaken van “motion sensing” en de vibratiefuncties om toverdranken te brouwen.

## Spreuken
De volgende spreuken zitten in het spel:

### Duelleerspreuken
- Petrificus Totalus
- (opgeladen) Paralitis
- Levicorpus
- Expelliarmus
- Protego

### Andere spreuken
- Wingardium Leviosa
- Reparo
- Incendio
- Depulso

De spreuk Lumos gaat automatisch aan wanneer de speler in een donker gebied komt of wanneer de speler een 'nacht missie' moet doen, en de spreuk Sectumsempra gaat ook vanzelf, 2 keer maar in het spel. Met Depulso duw je niet zoals in het spel Harry Potter en de Orde van de Feniks spullen weg, maar verzamel je miniwapens.

## Speelbare locaties
- Zweinstein
- De grot
- Het Nest

## Kritiek
Kort na het uitbrengen van het spel was er kritiek op het spel, vooral op de speelduur. Het spel is in zeer korte tijd uit te spelen (4/5 uur).